# Якшина (Курская область)
Якшина — деревня в Октябрьском районе Курской области России. Входит в состав Никольского сельсовета.

## География
Деревня находится в центре области, на правом берегу реки Рогозна (правый приток Сейма), в 78 км от российско-украинской границы, в 31,5 км по прямой (по трассе — 49 км) к северо-западу от Курска, в 24,5 км к северо-западу от районного центра — посёлка городского типа Прямицыно, в 2,5 км от центра сельсовета — деревни Стоянова. Ближайшие населённые пункты: Никольское, Позднякова и Провоторова.
Климат
Якшина, как и весь район, расположена в поясе умеренно континентального климата с тёплым летом и относительно тёплой зимой (Dfb в классификации Кёппена).
Часовой пояс
Деревня Якшина, как и вся Курская область, находится в часовой зоне МСК (московское время). Смещение применяемого времени относительно UTC составляет +3:00.

## История

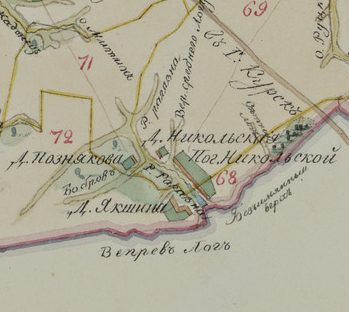
Якшина на карте 1785 года

По данным писцовых книг 1627—1628 годов в деревне Якшиной было 2 двора служилых людей: двор братьев Аггея, Фёдора, Марка и Моисея Кондратьевичей Якшиных и двор братьев Ивана, Захара, Воина и Лукьяна Никитичей Евглевских.
По данным 1-й ревизии 1719 года деревне Якшиной было 3 двора однодворцев, которые населяли 13 душ мужского пола. Главами семей в то время были Игнатий Киреевич Якшин (внук Марка Кондратьевича), Андрей Иванович Евглевский и Алексей Денисович Евглевский.
До 1779 года деревня входила в состав Курицкого стана Курского уезда. В 1779—1924 годах в составе Фатежского уезда. Якшина была самым южным селением Фатежского уезда, располагалась у границы с Курским уездом.
В XIX — начале XX века деревня входила в состав Сдобниковской волости Фатежского уезда.
В 1911 году в Якшиной было 29 дворов. Деревню населяли крестьяне с фамилиями Якшины (17 дворов), Евглевские (5 дворов), Абакумовы (2 двора), Завалишины, Косиновы, Переверзевы, Скоровы, Халины (по 1 двору).
В 1928—1963 годах в составе Ленинского района.
В 1963—1970 годах в составе Курского района.
С 1970 года в составе Октябрьского района.

## Население
| 1862 | 1902 | 1979 | 2002 | 2010 |
| ---- | ---- | ---- | ---- | ---- |
| 123  | ↗182 | ↘40  | ↘8   | ↘4   |

## Инфраструктура
Объект федеральной почтовой связи, находится в посёлке Прямицыно, ул. Октябрьская, 205. Имеет пункт коллективного доступа в интернет.
Избирательная комиссия муниципального района Октябрьский район находится в п. Прямицыно по ул. Октябрьская, дом 134, и обслуживает более 20 населённых пунктов, а деревня Якшина находится в Муниципальном образовании «Никольский сельсовет».
Личное подсобное хозяйство. В деревне 7 домов.

## Транспорт
Якшина находится в 23 км от автодороги федерального значения М2 «Крым» (часть европейского маршрута E 105), в 19 км от автодороги регионального значения 38К-017 (Курск — Льгов — Рыльск — граница с Украиной), в 7 км от автодороги межмуниципального значения 38Н-073 (Дьяконово — Старково — Соколовка), в 2,5 км от автодороги 38Н-077 (38Н-073 — Стоянова), в 20,5 км от ближайшего ж/д остановочного пункта 433 км (линия Льгов I — Курск).
В 144 км от аэропорта имени В. Г. Шухова (недалеко от Белгорода).